# Интернет трол
В жаргонната терминология на Интернет, тролът е човек, който публикува противоречиви, провокиращи или извън темата съобщения във Фейсбук, в онлайн дискусионни форуми, стаи за разговори (chat rooms), блогове, коментари към вестникарски статии и др.п., с основна цел да предизвика емоционален отговор от другите потребители, да ги провокира или тормози, или просто да попречи на нормалния тон на водения разговор.

## Определение
Троловете се държат, в най-общия смисъл на думата, като хулигани или зле възпитани Интернет потребители. Някои тролове демонстрират такова поведение с цел собствено развлечение, получавайки удоволствие от действията си.
Могат да бъдат хора, които искат да привлекат вниманието върху своята персона или фанатично вярващи в нещо (за по-голяма яснота можем да наречем тази група „обикновени тролове“). Троловете от този вид се наслаждават повече от процеса, отколкото от резултата.
Троловете могат да бъдат и такива, които са наети от политически партии или конкуренти за извършване на рекламна дейност, която би могла да се съчетае и с тролско поведение (за по-голяма яснота можем да наречем тази група „платени тролове“).
Независимо от типа, троловете се делят на два типа – прост и сложен. Простите тролове се разпознават от пръв поглед: поведението им е предизвикателно, отправят директни ругатни, целенасочено нарушават правилата на поведение в онлайн ресурса, директно атакуват опонентите или техните идеи. Сложните тролове отлично познават правилата в сайтовете, където се подвизават, затова и поведението им е на границата на нарушаването им, често карайки авторите на блогове, администраторите на сайтове, собствениците на Фейсбук-страници и др.п. да забравят своето добро възпитание, да нарушат собствените си правила или да превишат нормалните си правомощия.
Често троловете имат за цел отклоняване на вниманието от основната тема и превръщането на конструктивното обсъждане в безкрайни спорове, в размяна на нападки, в дрязга. Един от основните използвани методи на троловете е нападателният стил – агресивното подмятане на клевети, компромати, слухове, задаване на въпроси не по темата, а по адрес на другите автори и публикувани мнения, и т.н.

## Етимология
Твърди се, че новото значение на думата се появява за пръв път в Интернет в края на 80-е години, но най-ранният известен пример е от 1991 г. Смята се, че тя произлиза от рибарската техника за използване на блесна. Думата се среща в скандинавския фолклор и детските приказки и описва пакостливи зли същества. Съществителното „трол“ произлиза от старата скандинавска дума за митологично чудовище.

## Ранна история
Една от първите срещи на думата „трол“ може да се види във фразата „тролване за новобранци“, популярна в групата в Usenet alt.folklore.urban (AFU). Фразата означава сравнително лек майтап от страна на по-старите потребители, които публикуват въпрос или тема толкова изтъркани, че само нов потребител би се хванал да им отговаря сериозно. Тази първа дефиниция е значително по-тясна от днешното разбиране за понятието и се е смятала за позитивна.

## Общи наблюдения
Главната цел на троловете е внасянето под някакъв образ на разногласие. Подстрекателското, саркастичното, провокационното или заядливото съдържание на съобщенията на трола са с цел да склонят другите потребители да влязат в безполезна конфронтация със самия него. Колкото по-бурно реагира общността, толкова по-вероятно е тролът да продължи конфронтацията, тъй като тази реакция е знак, че действията му постигат целта му да създаде хаос. Така се е зародила и често използваната в Интернет културата мъдрост „Не хранете троловете“.
Канадски учени установяват през 2014 г., с помощта на изследване сред повече от 1200 души, че троловете са „нарцисисти, психопати и садисти“ (както гласи и заглавието на статия в изданието „Психологията днес“).

## Борба с троловете
Известната мъдрост учи да се избягва даването храна на троловете и да се устоява на изкушението да им се отговаря. Отговарянето на троловете неизбежно води до отклоняване от темата на дискусията, изважда от равновесие наблюдателите и осигурява търсеното от троловете внимание. Тролът, който е игнориран, може доброволно да напусне Интернет-форума или дискусията, макар че понякога той или тя може да продължи да се връща към някоя стара тема, с цел да бъде последният изказал се по нея.
Потребителите с по-голям опит често са склонни да подминават публикациите на троловете с мълчание, докато тези с по-малък опит се подвеждат по-лесно и се ангажират с диалог, без да знаят, че си имат работа с трол. В такива случаи негласното правило е по-опитните да публикуват съобщение за всички във форума, сайта и т.н., с което да посочат конкретния трол и да призоват към игнорирането му.

## В България
Интернет-троловете в България не са по-различни от троловете по света. Някои тролове пишат със собствените си имена, а други използват псевдоними, защото така е по-безопасно или защото поведението им понякога може да попадне под ударите на закона.
Българските тролове, които се подписват с истинските си имена, се отличават с особена изобретателност по отношение на случайно попадналите на мушката им граждани. Подобна изобретателност се забелязва в троловете, които пишат във Фейсбук и където използването на псевдоними е доста по-трудно, отколкото в онлайн-форумите.
Много важно за Интернет-потребителите е да се научат да разпознават троловете. В някои случаи това става ясно от реакциите на по-опитните участници в разговора. В други това може да се установи при анализиране на думите и аргументите на троловете. Не съществува общоприет или известен начин за категорично установяване принадлежността на даден участник в разговор към групата на троловете.
Класификация на българските тролове е направил и писателят д-р Любомир Канов . Според него има четири вида български трол: трол-гюме, трол-казуист, трол-копролал и тъп трол
Две от по-популярните места, където лесно може да се забележат дискусии с участието на тролове, са онлайн изданията на „Капитал“ и „Дневник“. Троловете във форумите понякога смесват различни тактики за поведение, като прибавят към обичайното си поведение и атаки „Ad hominem“. Най-често това се случва срещу конкретни хора за изразените от тях мнения, но понякога има и своеобразна ветрилообразна „стрелба“ във всички посоки или случайна стрелба срещу даден човек, дори и неговото мнение да не е противоречиво.

### Тролове и политика
Активизирането на Интернет троловете около изборите през 2013 г. бе „хванато“ от онлайн изданието OFFNews. В два свои материала под заглавие „Платените писачи ни нападнаха“ изданието извади на бял свят IP адресите на тролове, по всяка вероятност платени.
В навечерието на парламентарните избори през март 2017 г. анонимни автори правят видео, в което се спират на действията на конкретен Фейсбук потребител, за когото твърдят, че е трол, занимаващ се с партийна пропаганда.
Особено място троловете отделят на Иван Костов. Неговото име бива използвано често от тях, за да отклонят разговора или да го насочат в определена посока, която няма нищо общо с обсъжданата тема.